# ドラゴンボール超 スーパーヒーロー
『ドラゴンボール超 スーパーヒーロー』（ドラゴンボールスーパー スーパーヒーロー、英語: Dragon Ball Super: SUPER HERO）は、2022年6月11日に公開の東映アニメーション制作による日本のアニメーション映画。アニメ『ドラゴンボール』シリーズの劇場版第21作目（『ドラゴンボール超』としては第2作目）。

## 概要
前作『ドラゴンボール超 ブロリー』（2018年12月公開）から3年半ぶりとなる劇場公開作品。キャッチコピーは「レッドリボン軍 超極秘作戦、開始！」「鳥山明 渾身の、超バトルアクション誕生！」。
前作『ブロリー』と同様に原作者の鳥山明が脚本とキャラクターデザインを務め、監督は前作『ブロリー』でも制作に携わった児玉徹郎が努めている。
ストーリーは前作『ブロリー』以降の物語で、今作のパンの年齢が3歳に対して原作最終回では4歳なので、原作最終回にあたる第28回天下一武道会の1年前ということになる。『超』の漫画版で展開されている「生残者グラノラ編」より後なのか否かは当時連載中だったため伏せられていたが、本作のストーリーを扱った「スーパーヒーロー編」はその続きとして描かれているため、本作が「生残者グラノラ編」よりも後の時系列であることが確定した。
漫画版の「スーパーヒーロー編」はトランクスと悟天を主役としたエピソードから始まり、本作の前日談を描いた後に本編の内容へと移行した。本編は映画のストーリーに前日談の内容を踏まえてトランクスと悟天の活躍シーンなどを加筆しており、本編後は悟飯が悟空やブロリーと手合わせする後日談を描いて「スーパーヒーロー編」は完結した。

### 制作会社の社内ネットワークへの不正アクセスによる影響
当初は2022年4月22日に公開予定であったが、3月6日に、製作元の東映アニメーションの社内ネットワークへ第三者による不正アクセスがあったことが確認され、同月11日にこれを受けて社内システムの一部を停止したことにより、スケジュールに変更が生じることが公式サイトで発表された。これに伴い同月18日に公開延期を発表。4月14日、同年6月11日に公開することを改めて発表。

## あらすじ
かつて孫悟空という一人の少年に壊滅させられた悪の組織・レッドリボン軍。その組織の総帥であったレッドの息子であるマゼンタは、亡きレッドの意志を継ぎ自身が立ち上げたレッド製薬という会社を介して、レッドリボン軍復活のための資金を集めていた。マゼンタは新生レッドリボン軍の最終目標である世界征服の障害となる悟空に対抗すべく、以前レッドリボン軍に所属していた天才科学者・Dr.ゲロの孫であるDr.ヘドと接触し、新たなる最強の人造人間の開発を依頼する。

ゲロに比べ、良心を持ち合わせているヘドは当初「レッドリボン軍が掲げる世界征服には興味がない」と突っぱねるが、マゼンタは「孫悟空とその仲間は圧倒的な力で地球を手中に収めようとする凶悪な宇宙人」「世界最大の企業であるカプセルコーポレーションのブルマが一味の黒幕」「カプセルコーポレーションは宇宙人から提供された技術を流用して、密かに地球の支配に協力する極悪な組織」という嘘を吹き込み、「自らの手で正義のスーパーヒーローを作り出すこと」を目標にしていたヘドは、利害の一致を見てレッドリボン軍から資金提供を受け、最強の人造人間の開発に着手する。
半年後、かつて大魔王として世界を震撼させたナメック星人・ピッコロは自身の1番弟子である孫悟空の長男・孫悟飯とその妻・ビーデルに代わり、彼らの娘であるパンに修行をつけていた。一通りの修行を終え、幼稚園への見送りを済ませた後、学者として研究にのめり込み自分の娘のことすら疎かになっている悟飯を叱咤する。帰宅後、ピッコロは突如、自らを「スーパーヒーロー」と名乗る謎の人造人間・ガンマ2号の襲撃を受ける。自分の実力を遥かに超える2号の力に危機感を覚えたピッコロは、その正体を探るべく自らの死を偽装して帰還する彼を尾行し新生レッドリボン軍基地へと潜入し、秘密基地の場所および主要人物、軍の目的、そして恐るべき破壊兵器を開発していることを知る。

新たな危機を予感したピッコロは戦力の集結を計るため、破壊神ビルスの星で修行している悟空と彼のライバルであるサイヤ人・ベジータをすぐに呼び戻すようブルマに依頼するも連絡がつかない。更に魔人ブウは長期休眠中、人造人間17号と18号はヘドに弱点が暴かれている恐れがあった。悟飯も長らく実戦から離れて学者業に没頭していたため、この危機に対抗できるのは自分しかないと考えたピッコロは、地球の神・デンデの提案でドラゴンボールを用いて自分の潜在能力を引き出し、再びレッドリボン軍へ潜入する。悟空とベジータの所在は未だ掴めていなかったことで、悟飯が最初のターゲットに選ばれ、パンを誘拐して彼を秘密基地までおびき寄せることを画策。ピッコロはこの誘拐に自分が参加し、先んじてパンに事情を話して狂言誘拐を計り、娘を人質にされた怒りで悟飯を再び戦士として覚醒させることを思いついたのであった。
レッドリボン軍の秘密基地に到着した悟飯はガンマ1号と交戦。初めこそ劣勢だった悟飯だが、パンを人質にされた怒りでかつて老界王神に引き出してもらった潜在能力を再び解放し1号を圧倒する。危機感を覚えたレッドリボン軍は2号も戦闘に参加させようとするが、潜入していたピッコロが正体を表して2号と再び対峙する。
戦闘の最中、双方に誤解があることに気付き誰が真の悪を悟った1号と2号は戦いを中断、ヘドもまた自分がレッドリボン軍に騙されていたことを知る。だがガンマたちの劣勢に失望したマゼンタはこの隙に逃亡、まだ調整の済んでいない最恐の人造人間・セルマックスを強引に目覚めさせてしまう。マゼンタの行動はヘドに阻止されたが、時遅くセルマックスは復活。悟飯たちはブルマが連れてきた助っ人であるトランクス、孫悟天、18号、クリリンと基地で経過を見ていたが、1号と2号によりセルマックスを止めなければ地球が危険だということを伝えられ、セルマックスを破壊すべく共闘する。
圧倒的な力を誇るセルマックスに戦士たちは次々と倒されていく。ガンマ2号は自らの命を全エネルギーに換えて弱点である頭部を狙うも左腕でガードされ、左腕は粉砕するが頭部への攻撃は防がれてしまう。ピッコロにより悟飯の最大の一撃をトドメとする作戦が提案され、他の戦士たちは総攻撃を続けるが頭部にひび程度のダメージしか与えられず、戦士たちは一人ずつ倒れていく。
残ったピッコロは一人抵抗を続け、悟飯が攻撃できるだけの隙を作ろうとするも遂にセルマックスに敗れ倒されてしまう。それを目撃した悟飯は怒りにより更なる変身を遂げ、セルマックスを圧倒する力を発揮、怯えたセルマックスは攻撃を仕掛けるが悟飯は余裕の笑みを浮かべる。その際に再び立ち上がったピッコロがセルマックスの拘束を計ると同時に悟飯への最後の一撃を呼びかけたことで、悟飯は離れた距離からでも目視できる大量の気を収束させて魔貫光殺砲を放つ。セルマックスは怯えて空中へ逃れようとするがピッコロの拘束によりそれは叶わず、最後の抵抗として小惑星サイズまで展開したエネルギーを凝縮した次元も歪めるエネルギー弾を放つ。魔貫光殺砲との衝突は次元の壁を幾重にも破る威力を見せ、更には頭部の破壊に完全に成功、遂にセルマックスを打ち破る。
その後セルマックスの大爆発により新生レットリボン軍基地は跡形もなく消滅した。騙されていたとはいえ、悪の組織であるレッドリボン軍に加担していたヘドはガンマ1号と共に警察へ自首しようとしたが、ヘドの研究に興味を持ったブルマが2人をカプセルコーポレーションへ迎え入れることを提案、ピッコロたちも同意する。そして、この一連の騒動の中で舞空術を使いこなせるようになったパンが空を飛び回りながら、物語は幕を閉じた。

## 登場キャラクター

### 原作キャラクター
孫悟飯
声 - 野沢雅子
本作の主人公の一人。力の大会後は生物学者として就職するも学者業に明け暮れ、子育てや修業を疎かにしがちだった。そんな生活を見かねたピッコロから叱責されても平然としていたが、ピッコロにパンの迎えを任せっきりにしていることには申し訳なく思っていた。
パンが新生レッドリボン軍に誘拐されたと聞いた際は激昂し、無意識に超サイヤ人に変身した衝撃で、自宅にもかかわらず地面をクレーター並に陥没させている。パンを救出するためにピッコロと共に、新生レッドリボン軍と戦う。
研究漬けになった結果、視力が落ちてしまい通常形態での戦闘では眼鏡をかけている。戦闘に関しては悟空やベジータを超える逸材だが、研究に没頭するあまり修業が疎かになりがちで、パンがピッコロとの会話にて「パパが戦ってるの見たことがない」と話すほど、ほとんど戦うことがない。
子供の頃に悟空とピッコロにそれぞれ修業をつけてもらったためか、技の基本が悟空（亀仙流）やピッコロ（魔族系）ベースの技を使うことができる。
レッドリボン軍を壊滅させた悟空（および同格の「中ボス」と考えられたベジータ）の居場所が特定できないこと、セルを倒した張本人ということでレッドリボン軍のターゲットとなった。
今作の戦闘ではセルゲームの時とほぼ同様の衣装を着用している。
超サイヤ人
パンが誘拐されたと聞かされた際に怒りで変身したがその際の場所が自宅の庭でだったことで、衝撃で地面が陥没して自宅が傾いてしまう。また、変身すると一時的に視力が回復するようで、眼鏡が不要になることが本作で判明した。加えて通常時ではボサボサの髪も、超サイヤ人変身以降は普段の変身のように自然と整う。
アルティメット悟飯
老界王神の能力によって潜在能力を限界以上に解放された姿。
戦闘開始時は、研究に没頭し修業が疎かだったため戦闘感覚を取り戻せず自在に変身できなかったが、ピッコロがとある機転を効かせたのをきっかけに解放。その力は、解放した瞬間に周囲の雨雲とRR軍基地を隠していた光学迷彩が全て吹き飛び、天候が土砂降りから一瞬で快晴になった。
外見上の変化は、黒目黒髪のままで超サイヤ人のような輪郭線のある鋭い目つきと逆立ったハリのある頭髪に変化し前髪が額中央に一束垂れる。全身から発するオーラは白。本作では原作にはなかった、この状態でのスパークも発生させている。本作の通常時の悟飯の髪型は、少年期のセルゲームの際の髪型に近い頭髪がボサボサに乱れた髪型となっているため、通常時からアルティメット孫悟飯へ覚醒した際の容姿の変化がより明確に描き分けされている。
悟飯のこの変身による強さはに関してはガンマ1号も予想外であり圧倒されていたが、一方で1号も全力のまま継戦できるエネルギーが十分にあったため長期戦となった。
孫悟飯ビースト
アルティメット状態から更に進化した姿。セルマックスとの戦いで味方が次々と敗れ、最後にピッコロが殺されそうになったことがきっかけで覚醒した。髪の色が銀、超サイヤ人やアルティメット状態より激しく逆立ち髪が伸び、少年期の超サイヤ人2と同じ髪型になる。目の輪郭は黒く太く縁取られ、瞳の瞳孔は黒色のまま虹彩が赤色に変化し、目つきも鋭くなっている。纏っているオーラの色は二重で身体と生じているスパークが赤、吹き出しているのが青となっている。
超サイヤ人2初覚醒時やアルティメット状態初覚醒時同様、好戦的になるような描写があったが一人称はアルティメット悟飯とは異なり「僕」。　
その戦闘力はアルティメット状態を遥かに上回り、上記の戦士たちが束になっても苦戦していたセルマックスを余裕綽々で相手取っており、最後は魔貫光殺砲で撃破した。

ピッコロ
声 - 古川登志夫
本作の主人公の一人。悟空のかつての宿敵であり、悟飯の師匠であるナメック星人。多忙な悟飯・ビーデル夫妻に代わってパンの幼稚園の迎えに行ったり、彼女に修業をつけるなど面倒を見ることもある。
原作者の鳥山明によると、自分自身はピッコロが1番好きなキャラであり、悟飯は師匠であるピッコロのことを父親の悟空よりも慕っており、ビーデルやパンもピッコロのことを家族の一員として誰よりも頼りにしているとのこと。
ビーデルからもらった「ペネンコ」のケースに入ったスマホを持っており、自宅には悟飯とビーデルにもらった「ペネンコ」のぬいぐるみをコレクションしている。
仕事漬けで戦いから距離を置くばかりかパンとの時間さえ取れない悟飯に憤慨していたが、修行中にガンマ2号の襲撃を受けた際に、新生レッドリボン軍に潜入したことで彼らの計画を知り、野望を阻止することを決意。危機を知らせるために悟空とベジータを呼び出そうとするも連絡はつかず、自身の力で可能な限りの対策を講じてドラゴンボールによって潜在能力解放を行う。悟空の代わりに悟飯が狙われる羽目になったことが切っ掛けとなり、彼を鍛え直す目的でパンに協力を依頼する。
元々は先代の地球の神から分離したピッコロ大魔王の分身だったが、悟飯や他の仲間と接することでいつしか邪悪な心が抜け、セル編にて先代の神と同化しひとつの身体に戻ったため、カリンや神龍などからは先代の神と同じ扱いを受けることが多い。
当初の鳥山の構想ではピッコロだけが単独メインで活躍する話だったが、エグゼクティブプロデューサーの伊能が悟飯を推したことで2人の活躍をメインに据える方向となった。
潜在能力解放
ピッコロが神龍の力によって新たに獲得した変身形態。強大な新生レッドリボン軍、そしてガンマ1号＆2号と戦うために、修業で身に付けるも自身では完全に引き出せずにいる潜在能力を極限にまで引き出した姿で、皮膚がやや明るく黄緑に近い色に変化し、腕などにあったシワが消失する。
オレンジピッコロ
ピッコロが潜在能力解放の状態で更なる窮地に達した時に覚醒した姿。神龍が潜在能力を引き出した際に“オマケ”として付与した力。見た目は険しくいかつい顔つきとなり、体型もひと回り以上大きくなり、触覚は常に上を向いていて、オレンジ色のオーラを纏い背中にナメック星の「アジッサの木」を模した紋章が光る。目は赤色で両目渕に黒い隈取りが現れれ、両腕（上腕と前腕）は更に赤みの強いオレンジ色となる。その力で潜在能力解放状態でも苦戦したガンマ2号を圧倒。片腕を失い攻撃力が落ちていたとはいえセルマックス相手に1対1で対抗できる程の実力となる。後に悟飯から変身の名前を決めてほしいと提案され本人がオレンジピッコロと命名した
セルマックスとの戦いでは悟飯が気を溜めている間の時間稼ぎとして再び変身。セルマックスとの大きさの差により窮地に陥るもクリリンの助言を受けかつて第23回天下一武道会にて見せた巨大化と組み合わせた戦闘を披露した。その後は血を流しながらもセルマックスへと立ち向かうが、力及ばずに白目を剥き倒れてしまう。これが悟飯覚醒（ビースト化）のきっかけとなった。
悟飯が覚醒して優勢に立った後はすぐに彼に呼びかけ、セルマックスが逃げようとした際に腕を伸ばし拘束、そのまま攻撃をするよう促した。

パン
声 - 皆口裕子
悟飯とビーデルの長女。本作の実質的なヒロイン。年齢は3歳で、幼稚園に通っている。物わかりがよく素直で活発な性格。顔立ちは母親のビーデルに似ている。
父同様にピッコロを慕い、彼に定期的に修業をつけてもらっている。新生レッドリボン軍に潜入したピッコロの真意を知り、計画に協力する。
とても3歳とは思えないほどの高い戦闘力と運動神経を持っており、ピッコロの修行内容を余裕でこなし、凄まじいスピードで走る、新生レッドリボン軍の構成員を一撃で倒すほどの実力を持つ。レッドリボン軍に変装したピッコロの正体を見抜くなど気を探ることも可能で、彼からも「父親の悟飯より筋がいい」と素質を認められている。
本編にて赤ん坊の時点で舞空術を習得していたが、本作開始時点では飛べなくなっている様であり、セルマックスの攻撃を避ける際にクリリンの掛け声をきっかけに舞空術を習得する。
漫画版では舞空術習得後、悟飯が落とした仙豆を回収して届けるという活躍を見せている。
ちなみに、彼女の修業中のTシャツにはGTHの文字と悪魔をモチーフとしたようなマークがある。
ブルマ
声 - 久川綾
悟空の最初の仲間であり、カプセルコーポレーションの令嬢でもある科学者。怒ると悟空たち地球の戦士はもちろん、ビルスすらも黙らせるほど気の強い性格。
悟空と夫・ベジータを呼ぶためにウイスへの連絡用の通信機を探す、集めたドラゴンボールの願いをピッコロに譲る、新生レッドリボン軍基地へ悟天・トランクス・18号・クリリンを助っ人として連れて来る、パンを飛行機に乗せ避難するなどサポート的な役回りが多い。
前作にてフリーザ軍にドラゴンボールを盗まれたことを教訓に悪用されないようにと会社の部下等を使い定期的に集めて願いを叶えている。しかし、ピッコロには「くだらん願い」と呆れつつ揶揄された。
孫悟天
声 - 野沢雅子
悟空とチチの次男であり、悟飯の弟。今作は頭身が上がっている他、髪型が変化している。新生レッドリボン軍との戦いの助っ人として途中参戦する。幼少期には名前を間違えていたかめはめ波を放っている。
漫画版では前日談エピソードでトランクスと共に主役を務めており、高校に通う傍ら、昔の兄に倣った「サイヤマンX2」というヒーローに扮して活動している。しかしヘドが絡んだ一連の事件のためにチチからヒーロー活動を禁止されてしまい、ブランクのある状態でセルマックス戦に臨む羽目になった。劇場版と異なり、セルマックスとの戦いでもサイヤマンX2に変身しており、フュージョンが解けた後もトランクスと共にセルマックスに攻撃を仕掛けて隙を作り、悟飯の勝利に貢献した。
トランクス
声 - 草尾毅
ベジータとブルマの長男。悟天の親友。悟天同様、今作は頭身が上がっている他、髪の色がブルマやTVシリーズ「ドラゴンボール超」に登場した未来トランクスに近い青色となっている。新生レッドリボン軍との戦いの助っ人として途中参戦する。
漫画版の前日談エピソードでは主役。高校生活の傍ら、「サイヤマンX1」に変身して悟天と共に悪と戦っていた。本編前からDr.ヘドと因縁があったことや、サイヤマンX1・X2がガンマ1号と2号に影響を与えていたことが明かされている。Dr.ヘド逮捕の立役者となったもののブルマにヒーロー活動を禁止され、悟天と同じく本編の事件までろくな修行や実戦もできないまま過ごしていた。セルマックス戦では再びサイヤマンX1に変身しており、セルマックス戦後は再びヒーロー活動を始めるが、カーマインに利用される。
ゴテンクス
声 - 野沢雅子 & 草尾毅
孫悟天とトランクスがフュージョンして誕生した合体戦士。変身に失敗した上、戻るを待つ時間はなかったため、肥満体での登場と参戦となった。ピッコロに集合を掛けられた時には一人だけ息を切らしていたが、その体格をボールのように用いた戦術でセルマックスの頭部にヒビを入れたり、セルマックスを挑発して隙を作らせるなどのファインプレーを見せた。
後日談では二人掛かりで悟飯と試合し、アルティメット悟飯に変身した彼に対抗するべくフュージョンを試みるも、最後のポーズでまたしても指がずれて肥満体になり。すぐに負けてしまった。悟空と悟飯の戦いの際には、余波で車ごと飛ばされたカーマインを助けている。
クリリン
声 - 田中真弓 
悟空の親友。現在は警察官として勤務。戦闘力では他のメンバーより劣るものの、セルマックスとの交戦では要所要所で活躍を見せていた。
漫画版では、Dr.ヘドを逮捕したのがクリリンであったことが明かされている。マイの情報提供を受け、ダンスパーティーに現れたDr.ヘドを確保しようとするも逃げられ、アジトでの戦いでは人造恐竜1号と戦うトランクスと悟天を支援した。その後、Dr.ヘドを逮捕した。また、マゼンタがDr.ヘドを迎えに来た際、実はその車を追跡していたのだがDr.ヘドのハチ丸に敗れて見失っていた。
人造人間18号
声 - 伊藤美紀
かつてDr.ゲロに改造された人造人間で、現在はクリリンの妻。夫であるクリリンからは「18号さん」と敬称で呼ばれている。
今作では原作最終回と同じショートヘアになっている。
孫悟空
声 - 野沢雅子
原典の主人公。しかし、今作では主役から外れており、メインストーリーには関与しない。
少年期にレッドリボン軍を壊滅させたことから、本来であれば真っ先に狙われるはずであったが、当の本人はビルスの星でベジータ、ブロリーと共に修業しているため、レッドリボン軍が彼の居場所を特定できず、代わりに息子である悟飯が狙われることとなった。そのため、今回の一連の事情を一切知らないまま物語が終了している。
ベジータ
声 - 堀川りょう
戦闘民族サイヤ人の王子。悟空の永遠のライバル。悟空に勝つことを目標に日々修業に励んでいる。悟空同様、今回のメインストーリーには関与しない。
今作では過去に戦ったジレンの飛び抜けた強さを元に、精神の修業をしたことで戦闘スタイルが変化した。その結果、エンドロール後は悟空と激しいバトルの末、念願の悟空に勝利したことに喜々とし、力尽きた。
ビーデル
声 - 皆口裕子
悟飯の妻であり、ミスター・サタンの娘、パンの母親。悟飯が研究に忙しく、本人も主婦業の他に格闘技道場の先生をしているため、パンの面倒などをピッコロに頼むこともしばしば。
エンドロールでは今回の騒動を知らされなかったため、帰宅後に自宅の惨状を見て呆然とする姿が描かれている。その際、買い物と一緒にピッコロへのお土産である「ペネンコ」のぬいぐるみを持っていた。
デンデ
声 - 平野綾
龍族タイプの若いナメック星人で現在の地球の神。
元々願い事が1つだったドラゴンボールの願いを3つにするなど能力はナメック星人の中でも優秀で、今作ではドラゴンボールをアップグレードを披露している。
カリン
声 - 魚建
カリン塔の主であり、作中で回復に使われる仙豆を栽培している。
ヤジロベー
声 - 田中真弓
悟空たちの仲間であり、カリン塔に居候している。
神龍
声 - 大友龍三郎
ドラゴンボールを7つ集めると願いを叶えてくれる巨大な龍。
元々、ピッコロへの潜在能力解放は本人の能力を超えるものへの願い事として不可能だったが、デンデによりアップグレードされたため、それが可能になった。
ピッコロが神龍の生みの親である先代の神様と1人の人間となったため、彼に関しては「ピッコロ様」と呼び、話し方も敬語で話している。
ピッコロが潜在能力解放を願った際、「オマケ」をしており、ピッコロは願いを叶えられた時点では気が付いていなかったが、後に窮地に立たされた際、更に上の段階への覚醒（オレンジピッコロ）と判明した。

### アニメオリジナルキャラクター
ビルス
声 - 山寺宏一
第7宇宙の破壊神。ワガママな性格だが自分の認めた相手には気前が良い。
一度睡眠に入ると数十年単位で起きないこともある。本作では4ヶ月の眠りから目覚めたと語られた。
今作ではチライに一目惚れする一面を見せている。
後日談では、いつまで経っても上がいる悟空らに「ボクを超えられたら次期破壊神にしてやる」と言うが断れられる。その後、悟飯が悟空やブロリーと戦う様子を見物し、ウイスに「悟飯も次期破壊神候補か」と聞かれると「真面目なあいつに破壊は無理だ」と答えた。
ウイス
声 - 森田成一
全王に派遣された第7宇宙の天使で、ビルスの付き人兼お世話係。
ビルスや彼に対して用がある場合、地球との連絡は彼の杖とブルマに渡してある通信機の間でのみ行われる。今作ではビルスが食べた特大アイスクリームの空の器で杖の先が隠れてしまい、彼が連絡通知に気付けなかったため、レッドリボン軍との戦闘時に悟空やベジータを地球に呼び戻すことができなかった。
ブロリー
声 - 島田敏
前作「ドラゴンボール超 ブロリー」では悟空たちの最大の敵だったが最終的に和解し、その流れの続きで本作にも登場する。
悟空たちと同じく生き延びた第7宇宙で数少ない戦闘民族サイヤ人の一人で、戦闘力はフルパワーになればビルス以上と言われる。普段は争い事が苦手な心優しい人物だが、力を解放すると感情のコントロールが利かなくなり暴走する。
前作終盤ではチライとレモと共に惑星バンパで平穏に過ごしていたが、今作ではフリーザ軍の魔の手から逃れるために、2人と共にビルスの星に連れられ、悟空、ベジータと共に感情のコントロールのための修業に励んでおり、悟空と親しくなっている。
エンドロール後の映像ではレモと共に悟空とベジータの決着に感動して涙するシーンがオチとして使われた。
レモ
声 - 杉田智和
元フリーザ軍の兵士。兵士業務の他に雑用や調理などもやらされていたため、料理等ひと通りの雑務をこなす。料理の腕は一級品で、彼の料理を食べたビルスが大絶賛し気に入ったため、直属の料理係に任命される。
エンドロール後では悟空とベジータの戦いにブロリー共々感動して涙を流していた。
チライ
声 - 水樹奈々
元フリーザ軍の女性兵士。物を盗んだりと手癖が悪い部分もある。
普段は粗野な口調で話すが、ビルスなど目上の人物には敬語を使っている。ビルスから好意を持たれている。

### ゲストキャラクター
ガンマ1号
声 - 神谷浩史
Dr.ヘドによって作られた人造人間の1号機。自らをスーパーヒーローと名乗る。頭部のトサカ状の物が1つでパーソナルカラーは赤。（胸数字の「1」とマント、光線銃など）一人称は普段は「私」だが、感情が高ぶった時などは「オレ」になる。
忠誠心が強い性格で冷静沈着。ノリが軽い2号とは正反対に冷静に相手を観察し分析し、2号の軽率な行動に対しては「慎重さが足りないな」などと注意する場面もある。
正義のヒーローを自認しているだけあって根っからの悪党ではなく、『小説版』では悟飯の覚醒を促すためにピッコロとパンが一芝居打った際には変装したピッコロに怒りをぶつけていた。
悟飯との戦闘ではその高い実力を見せ、通常状態だけでなく超サイヤ人状態の悟飯をも上回ったが、アルティメット状態へと覚醒した悟飯には敵わず劣勢だった。
セルマックスの起動後は撃破のため2号と共に悟飯たちと共闘する。
セルマックスによりヘドが死亡したと思っていたため激昂していたが2号が特攻を決めた際に生存を伝えられヘドを守ることを決意。 2号の攻撃後はセルマックスに踏み潰されそうになっていた2号をピッコロが止めている間に救出し気絶しているヘドの横へと寝かせ再び戦いへと赴く。
セルマックスが爆発する際はヘドを守り爆発を耐え切る。その後はヘドと共に2号の最期を看取り、残された2号のマントを強く握りしめていた。
その後、事件の責任を取って再出発を決意したヘドと共に、カプセルコーポレーションに雇われることになった。
漫画版ではその姿やポーズのモデルはサイヤマンX1・X2に扮していた悟天とトランクスであったことが判明する。劇場版と異なり、セルマックスとの戦いにて自分たちのオリジナルとも言えるサイヤマンX1・X2と共闘している。
ガンマ2号
声 - 宮野真守
Dr.ヘドによって作られた人造人間の2号機。1号と同様自らをスーパーヒーローと名乗る。頭部のトサカ状の物が2つでパーソナルカラーは青。（胸数字の「2」とマント、光線銃など）一人称は「ボク」。
『小説版』ではV字のようなトサカのついたヘルメットをかぶっていると描写されている。
彼も1号同様忠誠心は強いが、ノリが非常に軽く1号とは正反対の性格。戦闘の際にも軽口を叩いたりピッコロとの交戦後死亡を確認しないなどかなり甘い所がある。この他にも、やたらとポーズを決めつけたがり、1号にも「一緒にやろうよ」としつこく勧誘するなどかなりのお調子者である。更に攻撃が当たる度に文字が浮かび上がるという謎の現象が起こり、ピッコロには「何故、攻撃してくる度に文字が浮かび上がる？」と不思議がられていた。
ピッコロとの再戦では彼の言葉に動揺しつつも組織に疑念を抱くようになり、まだ幼いパンを一切の躊躇なく撃とうとするマゼンタたちに反旗を翻すことになる。
その後はヘドを意識不明に追い込んだセルマックスを倒すべく、1号と共に悟飯たちと共闘する。
ヘドの生存を1号に伝えた後は、自らを犠牲にして残ったエネルギーを全て込めたフルパワーでセルマックスに攻撃した。しかし、左腕を破壊しただけで撃破には至らなかった。攻撃後は全身が色褪せ、再び動くことは無かった。そのまま怒ったセルマックスに踏み潰されそうになったものの、激昂したピッコロが止めその間に1号に救出された。
セルマックスの撃破後、1号とヘドに看取られながら灰のように散っていき、マントだけが残った。その散り様と勇気はピッコロに「スーパーヒーローだった」と言わしめ、哀悼を表された。
Dr.ヘド
声 - 入野自由
マゼンタ率いる新生レッドリボン軍に雇われた自称超天才科学者にしてDr.ゲロの孫。父親はDr.ゲロの先妻の次男。24歳。両親は事故で他界しており、以降両親の遺産で一人暮らしをしていた。
スーパーヒーローに憧れており自身が持つ卓越した技術力を活かし人造人間「ガンマ1号」＆「ガンマ2号」を生み出した。本人は反対したものの、マゼンタの計らいにより、セルのデータを元に「セルマックス」も作り出した。その他にもボディガード的な役割やスパイロボットの機能を果たすサイボーグガジェットの「ハチ丸」なども作っている。これらの発明品以外にも、自身の体に注射を打ち、多少の衝撃には耐えられるようにするといった肉体改造なども行なっている。
祖父のDr.ゲロ以上の高い知能を有しており、14歳という若さて博士号を取得、その他医師免許も所持している。両親が実親であるゲロの悪行を嫌悪していたためヘド自身はゲロと直接面識はなく、彼の死亡した理由も知らない。
その変わった性格からどこの研究所にも馴染めず、個人で研究を細々と行っていた。研究費用を得るために霊安所から死体を盗んだり、簡単な人造人間の加工を施してコンビニで働かせる等の悪事を行い刑務所に3ヶ月の間収監されていた。
レッドリボン軍は悪の組織であることから当初は非協力的だったが、マゼンタがカプセルコーポレーション一味は悪だと話しそれを信じ込んだことで一転して協力することになった。終盤に彼らに利用されたことに気づきセルマックスの起動を阻止しようとしたものの、マゼンタが死に際に毒に侵されつつ起動させたことで最悪の事態に急変する。
祖父に比べると良識があり、自分の制作したガンマを道具のように扱わず、彼らとは深い絆と信頼関係を築いている。一方、刑期中に気に食わない囚人を大量虐殺する過激な一面もある。セルマックスの撃破後は、レッドリボン軍に利用されていると気づきながら研究費に目がくらんで彼らの悪行に加担してしまったことに加え、セルマックスを開発して世界を危機に陥れたり、自分のために戦った2号が犠牲になったことなどの深い後悔から、1号と共に警察に出頭しようとする。しかし、警察官であるクリリンから拒否され、ブルマにカプセルコーポレーションで雇ってもらいたい旨を伝え、承諾を得たため雇われることになった。
漫画版の前日談では逮捕される前の彼が描かれる。コンビニ以外でも寿司パックの製造などでゾンビを働かせており、悟天には「真面目なんだか不真面目なんだか」と言われていた。祖父の残したディスクからセルのデータを発見し、それが後のセルマックス開発の元になっていた。しかしディスクのデータは全て記憶したため、専らケースを写真入れに使っていた。そのディスクがトランクスの手に渡ったことで因縁を持ったが、同時に彼らが扮していたサイヤマンXのコスチュームやポーズに憧れ、ヒーロー然としたガンマたちを生み出したり自身もそのようなコスチュームを纏うようになっていた。また、ガンマの前身となる「アルファ」「ベータ」と言った人造人間や、パワーのみに特化した人造恐竜を開発していたことが明かされた。
マゼンタ
声 - ボルケーノ太田
表向きの顔はレッド製薬の社長。レッドリボン軍元総帥レッドの息子。組織の再建のため、Dr.ヘドに接触を図り、新生レッドリボン軍へと引き込む。フルネームは「マゼンタ・ライボン」。
話術が巧みであり、当初はマゼンタの計画に乗り気でないDr.ヘドに、悟空やベジータ、その他の戦士たちを悪役に仕立て、自分はその被害者であり、彼らから地球を守りたいという話を聞いたDr.ヘドは、マゼンタの計画に一気に乗り気になり、彼と協力することに成功させるほど。
自身のデスクの上には父であるレッド総帥の写真が入っている赤色の写真立てに加え紫色の写真立てが飾られている。劇場公開版では紫色の写真立てにバイオレット大佐の写真が入っていたのが確認できたが、劇場公開以降のDVDやBlu-rayなどの光ディスク、映像配信、テレビ放送、アニメコミックスなどでは違なるカットに差し替えられており、レッド総帥の写真が半分だけ見切れているカットが確認できるのみである。机の上に父のみならずバイオレット大佐の写真まで置かれていたことについて監督の児玉徹郎は、あくまでもスポーツ選手の写真を飾っているような感覚であって、マゼンタにとっての過去の英雄たちへの憧れゆえの行為だと証言している。
悟飯とピッコロに圧倒されたガンマたちを見て、失望しセルマックスを起動させようとするが、ヘドに阻まれて最期は彼が操るハチ丸に刺されて死亡。しかし、死に際に毒に侵されながらもセルマックスを起動させた。
父親のレッド総帥と同じく身長にコンプレックスがある。せんべいが好物。
後日談によるとレッド製薬社長として葬儀が執り行われたが、警察に嗅ぎつけられないように地味な葬式にされたという。
カーマイン
声 - 竹内良太
マゼンタの側近。大きなリーゼントが特徴。冷静な振る舞いを見せているが、任務遂行のためには手段を選ばない性格が目立つ。そのため冷静さには欠ける様で、前の自動車が遅い際には無理に追い越し運転をしていたり、Dr.ヘドが中々話に乗らない際には苛立ちを見せ拳銃で脅そうとしていた。
また、何か伝えたいことがあるごとにプレゼンテーションをしたがる。
ガンマが期待外れだったためマゼンタと共にセルマックスを起動させようとするが、パンが立ちふさがり交戦となる。拳銃で対抗するも二撃で気絶させられた。セルマックスが現れた後は登場しない。
後日談では15番の兵士と共に生き延びていたことが判明。資金は残ったものの兵士のほとんどを失ったため、悟飯とピッコロに対抗するべく悟天とトランクスを言葉巧みに誘導し、悟飯と戦わせようと画策する。しかし悟空の瞬間移動に巻き込まれてビルス星に行く羽目になってしまい、サイヤ人の戦いに圧倒される。悟空と悟飯との戦いの余波で車ごと飛ばされるが、ゴテンクス（肥満体）に助けられる。レモが食事を作った際にはちゃっかり相伴に与り、また悪事を企んでいると疑われると「この前のお詫びに伺った」と誤魔化した。地球に戻った後は「世界征服などしても1ゼニーも儲からない」と悟り、真面目な薬の開発を始める。
レッドリボン軍兵3番
声 - 山口太郎
今回のレッドリボン軍の作戦に兵士たちリーダーを担当しており、15番と94番（に扮したピッコロ）にパンの誘拐と悟飯を連れてくるよう指示した。
レッドリボン軍兵15番
声 - 松山鷹志
名前は不明で金髪の大柄の男性兵士。
複数いる兵士の中で出番が多く、94番に変装したピッコロと共にパンの誘拐、悟飯をレッドリボン軍の本拠地へ連れてくる役回りを任された。
ピッコロの体調を気遣うなど仲間思いな面もある。
しかし、パンには一撃で気絶させられ、怒りで超サイヤ人になった悟飯には恐怖で土下座する羽目になるなど散々な目に遭う。
パンに気絶させられた時や、飛行機を悟飯に破壊された時にはピッコロに助けられている。
後日談では、セルマックス打倒後はカーマインと行動を共にしていたことが判明する。騙されたトランクスが「マイにかっこいいとこを見せたい」と言うとすぐさまカムコーダを取り出した。カーマイン同様にビルス星に行く羽目になり、言われた通りトランクスと悟天が悟飯と試合する様を撮影した。
レッドリボン軍兵79番
声 - 佐藤悠雅
作戦中に94番に変装したピッコロが本部から抜け出し各用を済ませて戻ってきた時に「お腹が痛くて」と言い訳をした際、元々地肌の色が緑色のピッコロに対し、「大丈夫か？顔色が悪いぞ」「我慢できなくなったらすぐ言えよ」と心配していた。
また、ピッコロの腹痛の件を15番に伝えた。
幼稚園の先生
声 - 森下由樹子
ピッコロがレッドリボン軍兵士15番とパンを連れに行った際、パンや他の園児とともに保護者を待っていた。ピッコロがパンを迎えに行くことが多々ある為、ピッコロとは面識がある。パンが15番兵士を気絶させた際、ピッコロが機転を効かせ「これは訓練だ。大金持ちのミスター・サタンの孫だし」と伝えた事で納得していた為、ピッコロに対してパンの保護者代理として認識している様子
セルマックス
声 - 若本規夫
マゼンタとDr.ヘドによって生み出されたセルと瓜二つの別個体。セルの第2形態をそのまま巨大化した風貌ではあるが、体の大部分が赤色になっていたり、セルと違い人造人間や生体エキスなどの吸収を想定していないのか、尻尾が管状では無く鉄球状の球体が取り付けてあるなど、容姿に多少の違いはある。また、戦士たちの細胞が使用されているかは不明。完成前に解放されたため、自我はなく凶暴化しており、セルとは違い他のキャラクターとの会話は一切なく唸り声しか発さない。唯一の弱点は頭であるが、ここを破壊されると即座に大爆発を起こす。
マゼンタが死に際に起動したことで悟飯たちの前に現れる。オリジナルのセルを上回る実力の持ち主で、アルティメット悟飯を圧倒する程の強さを持ち、オレンジピッコロでさえ窮地に追い込む実力である。悟飯曰く「悟空やベジータがいても倒せたかわからなかった」とのこと。ガンマ2号のフルパワーの攻撃を受けて片腕を破壊されるも、耐えきる程の強度を誇る。しかし、吹き飛ばされた片腕が再生されなかったり、失った部分が白く変色しているため、オリジナルのセルとは異なり細胞を持ってない。
ピッコロが倒れたことで覚醒した悟飯に圧倒され、最期は悟飯の魔貫光殺砲によって頭を貫通されたことでトドメを刺され、自爆による大爆発によって消滅した。
原作者であり本作の脚本も担当した鳥山にによれば「完成すればブロリーを超える強さを発揮する」と明かされている。
漫画版「スーパーヒーロー編」では、Dr.ゲロの遺品であるセルのデータを収めたディスクをヘドが偶然発見し、それをベースにしていると語られた。しかしヘド自身は祖父の遺産がベースであるセルマックスを造ること自体に不満を抱いていた。

### 本編未登場（回想シーンなど紹介のみの出演）
魔人ブウ
魔道士ビビディによって造られた魔人。大界王神を吸収したため、今の姿になり心を持つようになった。
悪のブウが倒された後は悟空たちの仲間となりサタンの家に居候しているが、今作では定期的に起こる休眠期に入ってしまったため、戦闘には不参加。寝ている姿とレッドリボン軍の作戦の説明時のみ登場。
人造人間17号
人造人間18号と共にDr.ゲロによって作り出された人造人間。18号とは双子の姉弟である。今作での直接的な登場はなく、Dr.ゲロ殺害時の回想シーンやレッドリボン軍の作戦の説明時に「カプセルコーポレーションのブルマ一味に取り込まれてしまった」と説明されている。
未来トランクス
悟空たちの歩んでいる歴史とは別の未来からやって来たトランクス。レッドリボン軍のスパイカメラにサイボーグ化したメカフリーザと交戦し倒した時の映像が収められている。レッドリボン軍の作戦時にはフリーザと共に「地球を侵略しに来た宇宙人同士の争い」と表現された。
ミスター・サタン
ビーデルの父親、パンの祖父、悟飯の義父。庶民から絶大な人気を誇る英雄でもある格闘技世界チャンピオン。セルゲームの回想シーンにて登場。
亀仙人、ヤムチャ、天津飯、餃子、プーアル
地球人の戦士たち。彼らは本来、悟空やクリリンの仲間でここぞという時には地球を守るため戦いに参戦している。
今作での登場および直接的な関与はないが、レッドリボン軍の作戦の説明時に、カプセルコーポレーションのブルマ一味の手先のような扱いで一瞬だけ登場しており、嘘のイメージのため全員悪人のような顔をしている。天津飯のみ序盤の回想シーンにも登場している。
フリーザ
シリーズお馴染みの悟空の宿敵で、今作での物語での直接的関与はないが、レッドリボン軍のスパイカメラが撮影した未来トランクスとの交戦映像にて父親のコルド大王と共に登場。
ベリブル、キコノ
前作に登場したフリーザの部下。ベリブルはお世話係で、キコノは参謀長というそれぞれが重要な役割を果たしている。デンデがピッコロに、ブルマが定期的にドラゴンボールを集めてる理由を説明した際には、フリーザと共に宇宙船にいる姿が一瞬登場。
ジレン
プライドトルーパーズの一員にして、第11宇宙最強の戦士。その強さは破壊神以上と言われており、悟空でも完成した「身勝手の極意」の状態にならないと全く歯が立たないほどである。「力の大会」では、悟空たちを最後まで苦戦させた。今作の直接的な登場はないが、悟空とベジータの会話の中でジレンの強さに関する話と姿が登場している。
旧レッドリボン軍
オープニングの回想シーンおよびレッドリボン軍の説明にて、レッド総帥、ブラック補佐、シルバー大佐、ホワイト将軍、ムラサキ曹長、メタリック軍曹、ブヨン、人造人間8号、ブルー将軍、桃白白、イエロー大佐、バイオレット大佐、その他大勢の兵士が登場する。
いずれも今作での各自の直接的な登場シーンはないが、レッド総帥はマゼンタの机の上に写真が置かれている。
Dr.ゲロ（人造人間20号）
元レッドリボン軍の科学者。17号と18号に殺されたため、故人。直接の登場はなく、回想シーンや冒頭のレッドリボン軍についての説明でのみ登場。その際はDr.ゲロとしての姿と人造人間20号としての姿両方が描かれた。Dr.ヘドの祖父で今回の物語および原作の人造人間・セル編の元凶になる人物。セルも含む人造人間の生みの親。後に自らも人造人間20号に改造したが、17号にあっけなく殺害された。
孫のヘドいわく、レッドリボン軍の悪事に加担していたということでヘドの両親にはあまりよく思われていなかったとのこと。ヘド本人は会ったことも無く興味もないと語っている。
ヘドの父親にあたる人物（Dr.ゲロの先妻の次男）の他に、若くして事故で亡くなったヘドの叔父にあたるゲボという人造人間16号のモデルとなった息子がいた。「ゲボ」という名称の初出はゲーム『ドラゴンボールZ カカロット』。また、妻の姿も登場するが、ゲーム『ドラゴンボール ファイターズ』に登場する人造人間21号に酷似している。
セル
回想シーンでのみ登場。セルマックスとは別の個体であり、セルマックスは彼のデータを元に作られた。

## スタッフ
- 原作・脚本・キャラクターデザイン - 鳥山明
- 製作
  - 集英社 - 瓶子吉久
  - 東映 - 村松秀信
  - 東映アニメーション - 高木勝裕
  - フジテレビジョン - 小川晋一
  - バンダイナムコエンターテインメント - 宮河恭夫
  - バンダイ - 古澤圭亮
  - BANDAI SPIRITS - 宇田川南欧
- 企画 - 森下孝三（東映アニメーション）、伊能昭夫（集英社）
- シニア・プロデューサー - 鈴木篤志（東映アニメーション）、臼井裕詞（フジテレビジョン）
- プロデューサー - 林田師博（東映アニメーション）、冨永理生子（東映）
- 企画協力 - 集英社、ドラゴンボール室、Vジャンプ編集部
- 音楽 - 佐藤直紀
- 絵コンテ - 志田直俊、石平信司
- CGディレクター - 鄭載薫
- 色彩設計 - 永井留美子
- 美術監督 - 須江信人
- 作画監督 - 久保田誓
- 監督 - 児玉徹郎
- 協力プロダクション - 旭プロダクション、unknownCASE、MSJ武蔵野制作所、ENGI、オレンジ、Color & Smile、キネマシトラス、ぎふとアニメーション、グーフィー、草薙（KUSANAGI）、グラフィニカ、CGCGスタジオ、ジェー・シー・スタッフ、ジェットスタジオ、Studio Ubud、スタジオBLUE、ダイナモピクチャーズ、ダンデライオンアニメーションスタジオ、東映アニメーションフィリピン、マッドボックス、武右ェ門、ゆめ太カンパニー
- 製作 - 「2022 ドラゴンボール超」製作委員会
  - 集英社 - 内藤桂、本安哲人、内田太樹、浅田竜
  - 東映 - 柳迫成彦、真野友也、鈴木剛大、石川啓
  - 東映アニメーション - 山下良幸、上村敏行、坂口美緒、国広守
  - フジテレビジョン - 成河広明、岡田翔太、渡辺恒也
  - バンダイナムコエンターテインメント - 手塚晃司、田中快、松浦陽平、園田柊司
  - バンダイ - 大矢陽久、茂木喜人、辻正喜、南中光葉
  - BANDAI SPIRITS - 春山ゆきお、野瀬和也、菅原多絵
- 配給 - 東映

## 制作
2021年5月9日の悟空の日に本作品の製作が正式発表され、2021年7月に「サンディエゴ・コミコン」のオンラインイベント「Comic-Con@Home」において、本作品のタイトルが正式発表された。また、同時にピッコロ・クリリン・パンの最新のイラストが公開された。
タイトルについて野沢雅子（孫悟空 / 孫悟飯 / 孫悟天役）は「もうその通りです!!」と述べ、集英社のエグゼクティブプロデューサー・伊能昭夫は「スーパーが2回重なっているほどすごいんです！」と、東映アニメーションのプロデューサー・林田師博は「スーパー、スーパーヒーローとなると、今回誰が活躍し、どんな新しいキャラが出てくるのか!? 楽しみにしてほしい！」とそれぞれ期待を述べた。また、キャラクターデザインについて伊能は「過去最大級の関わりと断言していいと思います！」と述べた上で「（鳥山本人にとっても）最高傑作という自負があるのではないかと思う仕上がり！」と力を込めた。
『ドラゴンボール超 ブロリー』公開1前年の2017年から制作が動き始めていた。鳥山明の初期構想ではピッコロが主人公だったが、エグゼクティブプロデューサーの伊能昭夫の熱望により悟飯とピッコロが主人公となった。脚本としてできあがるのに2年近くかかっている。
今作品は本編がCG制作アニメーション、ラスボスが公開まで未発表、主題歌・挿入歌が無く、エンディングはBGMで締めているなどシリーズ初の試みが多い。
冒頭のアバンタイトル（過去の回想シーン）は手描きによる新規作画である。久保田誓が絵コンテ・演出・原画を行っている。
なお、第18作『ドラゴンボールZ 神と神』から第20作『ドラゴンボール超 ブロリー』までは20世紀フォックスが配給協力を行っていたが、同社が2020年9月1日にウォルト・ディズニー・カンパニーに吸収合併されたことにより、再び東映単独での配給となった。

## 公開

### 特殊上映での公開
前述の通り、本作品は東映アニメーションの制作、東映の配給により、2022年6月11日にIMAX版とともに公開された。同年6月25日から4DX版・MX4D版が上映、同年7月1日からドルビーシネマ版が上映された。

### 世界各国での公開
日本国外でも8月18日より、オーストラリア、ニュージーランド、メキシコを初め世界各国で公開された。日本国外での配給はソニー・ピクチャーズ エンタテインメントとその傘下のCrunchyrollによって行われる。クランチロールによると、本作品はクランチロールにとって初めて全世界的規模の公開になるとのこと。
北米では、2022年8月19日に2300館での劇場公開された。配給は前作品まではファニメーションによって行われてきたが、本作品ではクランチロールとファニメーションのブランド統合にともないクランチロールによって配給される。
クランチロールは、以前『デジモンクロスウォーズ 〜時を駆ける少年ハンターたち〜』、『デジモンユニバース アプリモンスターズ』、『デジモンアドベンチャー:』、『デジモンゴーストゲーム』において、日本国外で同時配信された。

## 興行成績

### 日本
2022年6月11日・12日の2日間で観客動員49万7526人、興行収入6億6989万220円を記録し、週末映画ランキングで（興行通信社調べ）初登場第1位となった。
2022年6月20日、公式Twitterより興行収入が12億円を突破したことが発表された。
2022年6月24日、累計動員数100万人突破を記念し、YouTubeチャンネル「東映映画チャンネル」にて同日18時から2日間限定で本編冒頭5分の特別公開が発表された。
2022年7月11日時点で興行収入20億円、観客動員数154万人を記録した。

### 世界
2022年8月18日より、ソニー・ピクチャーズとクランチロールの共同配給で世界公開され、北米で2100万ドル（約28.9億円）、北米を除くメキシコ、アルゼンチン、ペルー、イギリス、アイルランド、チリなどそのほかの地域で1230万ドル（約17億円）で全世界の週末興収3340万ドル（約46億円）を記録し、コムスコア社調査の「全世界週末興行収入ランキング」で第1位を獲得した。8月21日までの日本を含む全世界の累計興行収入が約5200万ドル（約70.8億円）を記録した。
2022年9月5日時点で日本を含む全世界累計興行収入は7710万ドル（約108億円）を記録している。
北米では3018館で公開され、公開初日に興行収入1092万ドルを記録し、『劇場版ポケットモンスター ミュウツーの逆襲』（1999年公開）の1010万ドルを抜いて「北米における日本映画の初日の最高興行収入」を記録した。8月19日〜21日までの公開3日間で2110万ドル（約28.9億円）の興行収入を記録し、週末の興行収入ランキングで1位を記録した。日本での累計興行収入1850万ドル（約24.9億円）を公開3日間で上回る大ヒットとなった。
最終的には全世界で1億250万ドル（約138億円）の興行成績を記録した。

## プロモーション

### 入場者プレゼント
- 第1弾入場者プレゼント：スーパードラゴンボールヒーローズカード「孫悟飯：SH/孫悟空：SH」
  - 2022年6月11日から6月24日まで100万枚限定でランダム配布[52][53]。
- 第2弾入場者プレゼント：鳥山明描き下ろしビジュアルクリアボード[注 49][注 50]
  - 2022年6月25日から7月8日まで100万枚限定でランダム配布[43][44]。
- 第3弾入場者プレゼント：厳選シーン&台本ビジュアルボード（悟飯ver.）[注 51]
  - 2022年7月9日から7月15日まで20万枚限定でランダム配布[54]。
- 第4弾入場者プレゼント：厳選シーン&台本ビジュアルボード（ピッコロver.）[注 52]
  - 2022年7月16日から7月22日まで10万枚限定でランダム配布[52]。
- 第5弾入場者プレゼント：スーパードラゴンボールヒーローズカード「孫悟飯：SH」[注 53]
  - 2022年7月23日より配布[55]。

### イベント・キャンペーン
ジャンプフェスタ22
2021年12月18日開催のジャンプフェスタ22のジャンプスーパーステージでガンマ1号・2号が人造人間であること、1号の声優が神谷浩史、2号の声優が宮野真守であること、最新予告編、鳥山明のコメント、公開予定日が2022年4月22日であることが発表された。
ドラゴンボール ゲームスバトルアワー2022
2022年2月20日、「ドラゴンボール ゲームスバトルアワー2022」にて新情報が発表され、第1弾ビジュアルの左半分（第1弾ビジュアル"超"）として新たにブルマ、人造人間18号、クリリン、孫悟天、トランクスが描かれた第2弾ビジュアルが公開された。
映画「ドラゴンボール超 スーパーヒーロー」×ナムコ ドラゴンボール祭り
本作品の公開を記念して、2022年6月11日から8月4日までの期間中、全国のアミューズメント施設『namco』にて開催された。ナムコのお店に本作の鑑賞済み半券を渡すと、ランダムで1枚ダイカットの「オリジナルステッカー」が貰えた。
ドン・キホーテ
本作品とドン・キホーテとのコラボ。2022年3月19日から全国のドン・キホーテ対象店舗で、本作のキャラクターが描かれているトレーディングスクエア缶バッジやトレーディングアクリルクリップなどが発売された。
森永製菓
本作品と同社のパリパリバーがコラボした限定パッケージが期間限定で2022年4月25日から発売された。孫悟空をはじめ、孫悟飯、ピッコロが描かれたパリパリバーの限定デザインパッケージ全3種が登場する。
ロッテ
本作品と「ビックリマン」とのコラボシリーズ「ドラゴンボールマンチョコ超」が2022年5月24日から発売された。『ドラゴンボール』と「ビックリマン」とのコラボは前作『ドラゴンボール超 ブロリー』以来、3年7カ月ぶりとなる。今回のコラボでは、ビックリマンイラストレーター描き下しのコレクターシールが全24種、パッケージは2種類で本作に登場するキャラクターをシール化している。また、シークレットシールとして、「ビックリマン」とのコラボverシールも用意されている。
アサヒ飲料
2022年6月21日から9月20日までの期間中、本作品とアサヒ飲料とのコラボキャンペーンが開催された。対象商品を購入するとLINEポイントが貰え、対象商品のキャンペーンシールのシリアルコードを入力して応募シールをためると、抽選で本作のグッズがもらえた。

### 関連番組
土曜プレミアム『映画「ドラゴンボール超 ブロリー」』
2022年4月16日放送。本作品の映画公開記念スペシャルとして放送。本編終了後には、本作の特別映像が放送。
『レッドリボン軍大反省会』
2022年12月7日、4K ULTRA HD Blu-ray・Blu-ray&DVDの発売を記念してYouTubeにてプレミア公開。シャバダバふじがMCを務め、声優陣による裏話などが行われた。

### 関連商品

#### 書籍
- ドラゴンボール超 スーパーヒーロー（著/日下部匡俊、ジャンプ ジェイ ブックス、2022年6月14日。ISBN 978-4-08-703520-9）
- ドラゴンボール超 スーパーヒーロー 映画ノベライズみらい文庫版（著/小川彗、集英社みらい文庫、2022年6月14日。ISBN 978-4-08-321721-0）

#### DVD・Blu-ray
- DVD・Blu-ray・4K Ultra HD Blu-rayの3タイプで2022年12月7日に東映ビデオから発売[64]（同日にレンタル開始）。

## テレビ放送
テレビ地上波では、フジテレビ系列で2024年10月3日（木曜日）21時 - 23時8分（JST）に同シリーズの最新アニメ作品『ドラゴンボールDAIMA』の放送開始を記念して地上波初放送された。
| 回数 | 放送タイトル                              | 放送枠 | 放送形態   | 放送日        | 放送時間（JST） | 放送分数 | 視聴率 | 備考 |
| ---- | ----------------------------------------- | ------ | ---------- | ------------- | --------------- | -------- | ------ | ---- |
| 1    | 映画「ドラゴンボール超 スーパーヒーロー」 |        | 劇場公開版 | 2024年10月3日 | 21:00 - 23:08   | 128分    | 4.0%   |      |